# Прекрасні дні в Аранхуесі
«Прекрасні дні в Аранхуесі» (фр. Les Beaux Jours d'Aranjuez) — французько-німецький драматичний фільм, знятий Вімом Вендерсом за однойменною п'єсою Петера Гандке. Світова прем'єра стрічки відбулась 1 вересня 2016 року на Венеційському міжнародному кінофестивалі. Фільм розповідає про чоловіка та жінку, які міркують про відносини і в підсумку приходять до невтішного висновку про неможливість щастя та гармонії.

## У ролях
- Реда Катеб — чоловік
- Софі Семен — жінка
- Нік Кейв — камео
- Йєнс Гарцер — письменник
- Петер Гандке — садівник

## Визнання
| Нагороди та номінації фільму «Прекрасні дні в Аранхуесі» | Нагороди та номінації фільму «Прекрасні дні в Аранхуесі» | Нагороди та номінації фільму «Прекрасні дні в Аранхуесі» | Нагороди та номінації фільму «Прекрасні дні в Аранхуесі» | Нагороди та номінації фільму «Прекрасні дні в Аранхуесі» | Нагороди та номінації фільму «Прекрасні дні в Аранхуесі» |
| Рік                                                      | Кінопремія / Кінофестиваль                               | Категорія / Нагорода                                     | Номінант                                                 | Результат                                                |                                                          |
| -------------------------------------------------------- | -------------------------------------------------------- | -------------------------------------------------------- | -------------------------------------------------------- | -------------------------------------------------------- | -------------------------------------------------------- |
| 2016                                                     | Венеційський міжнародний кінофестиваль                   | «Золотий лев» за найкращий фільм                         | «Прекрасні дні в Аранхуесі»                              | Номінація                                                |                                                          |